# 东菲什基尔
东菲什基尔（英語：East Fishkill）是位于美国纽约州达奇斯县的一个镇，地处达奇斯县南部。2010年美国人口普查时，该镇有29029人。东菲什基尔镇于1849年从菲什基尔镇东部分出。其名称来源于菲什基尔溪。